# Águas da Amazônia
Águas da Amazônia, Sete ou oito peças para um balé é uma obra de música clássica contemporânea do compositor minimalista norte-americano Philip Glass.
Composta originalmente em 1993 para a companhia de dança Grupo Corpo sob o nome Sete ou oito peças para um balé, a música foi arranjada pelo grupo Uakti para ser tocada em seus instrumentos.

Em 1999 Uakti grava e lança seu arranjo da música no album Águas da Amazônia. As faixas são dedicadas aos rios que insipiraram a composição, seguidas por uma versão de outra das composições de Glass, Metamorphosis I. O album foi lançado pela Point-Music de Nova Iorque, e Philip Glass escreve no texto de apresentação do CD: 
"Anos atrás, quando encontrei o UAKTI por primeira vez, vi em sua música e performance algo único e uma bela contribuição ao novo e experimental no mundo da música. Me tornei, desde então, amigo de todos eles; especialmente tornei-me um admirador da extraordinária capacidade de Marco Antônio no que diz respeito ao ouvir e compor. Fiquei muito feliz, quando, anos mais tarde, eles me propuseram um trabalho em parceria. Seria a partitura de um balé, composto para a companhia de dança Grupo Corpo, de sua cidade, Belo Horizonte. Este CD representa uma verdadeira integração entre a minha música e a sensibilidade deles. Para mim, é um deleite e um enorme prazer ouvir o resultado final".

## Faixas
| N.º            | Título            | Duração |  |
| 1.             | "Rio Tiquiê"      | 1:43    |  |
| 2.             | "Rio Japurá"      | 4:44    |  |
| 3.             | "Rio Purus"       | 7:42    |  |
| 4.             | "Rio Negro"       | 4:22    |  |
| 5.             | "Rio Madeira"     | 3:59    |  |
| 6.             | "Rio Tapajós"     | 2:49    |  |
| 7.             | "Rio Paru"        | 4:25    |  |
| 8.             | "Rio Xingu"       | 5:03    |  |
| 9.             | "Rio Amazonas"    | 7:25    |  |
| 10.            | "Metamorphosis I" | 12:35   |  |
| Duração total: | Duração total:    | 54:52   |  |

## Créditos
- Marco Antônio Guimarães – Direção artística, arrajos e instrumentos de corda
- Paulo Sergio Dos Santos – Percurssão
- Decio de Souza Ramos Filho – Percurssão
- Artur Andres Ribeiro – Instrumentos de sopro

Convidados especiais:
- Regina Stela Amaral - Teclado
- Michael Riesman - Teclado

Música composta por Philip Glass e adaptada para o Uakti por Marco Antônio Guimarães. Instrumentos do Uakti criados por Marco Antônio Guimarães.

## Outras gravações
Em 2017, Charles Coleman lançou um arranjo orquestral da obra com a Orquestra Sinfônica da Rádio MDR Leipzig e o Absolute Ensemble, regidos por Kristjan Jarvi.